# Jan Zajíc

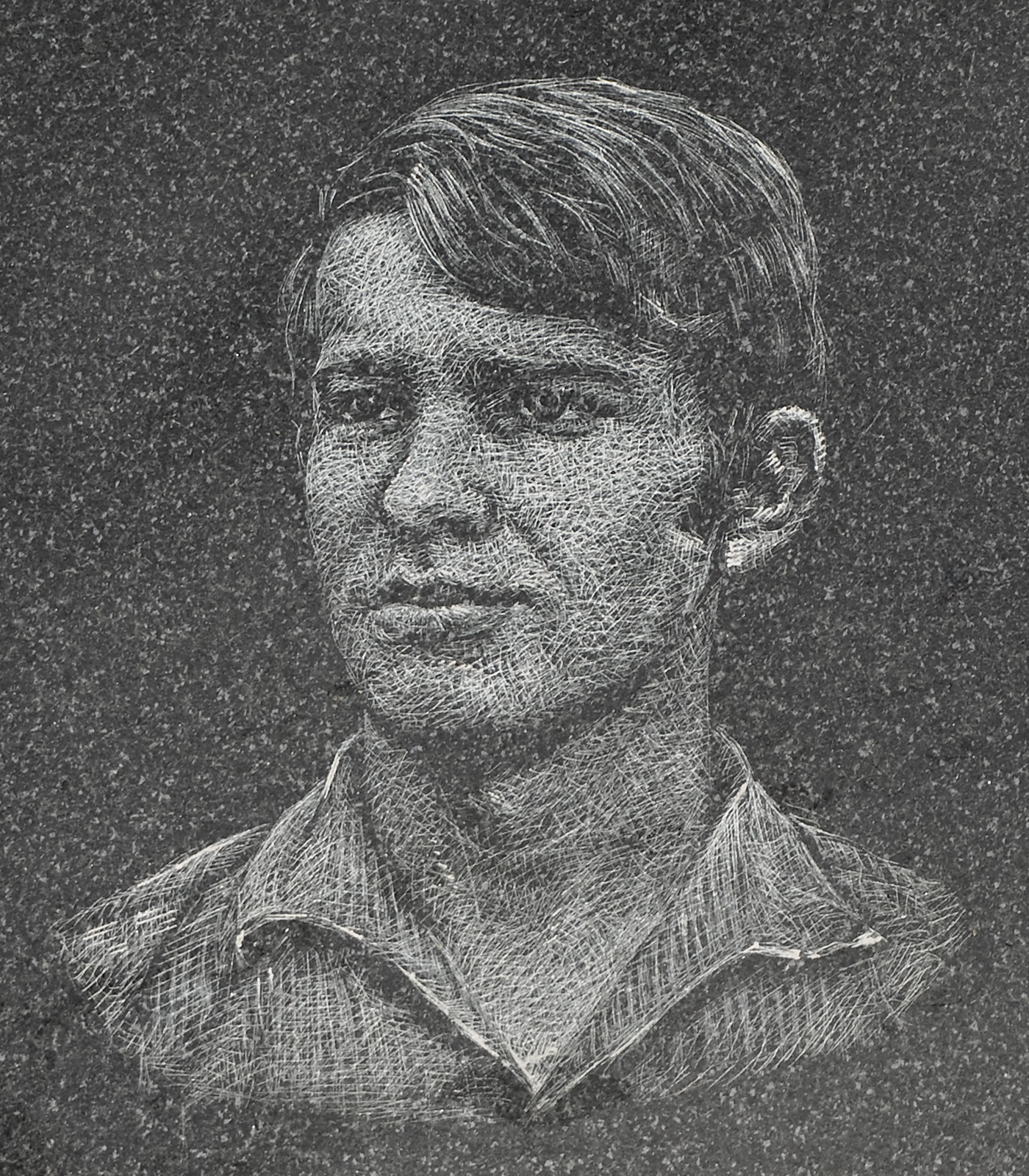
Jan Zajíc

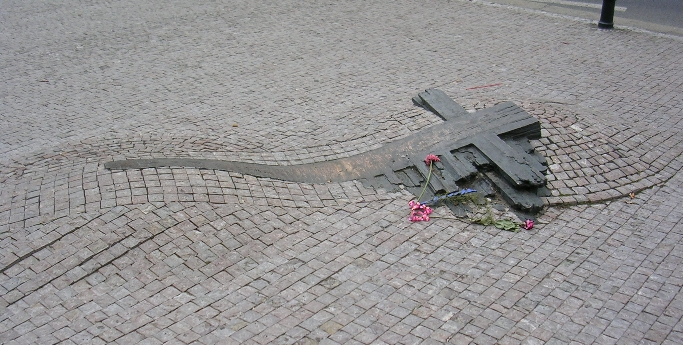
Monumento celebrativo di Jan Palach e Jan Zajíc di fronte al Museo Nazionale di Praga

Jan Zajíc (Vítkov, 3 luglio 1950 – Praga, 25 febbraio 1969) è stato un patriota cecoslovacco divenuto simbolo della resistenza anti-sovietica del suo Paese. Si è suicidato, emulando Jan Palach, per protesta politica contro l'occupazione sovietica (in seguito agli eventi dalla «Primavera di Praga»). Oltre lo studio e la politica, si interessò anche di poesia e umanistica.

## Biografia

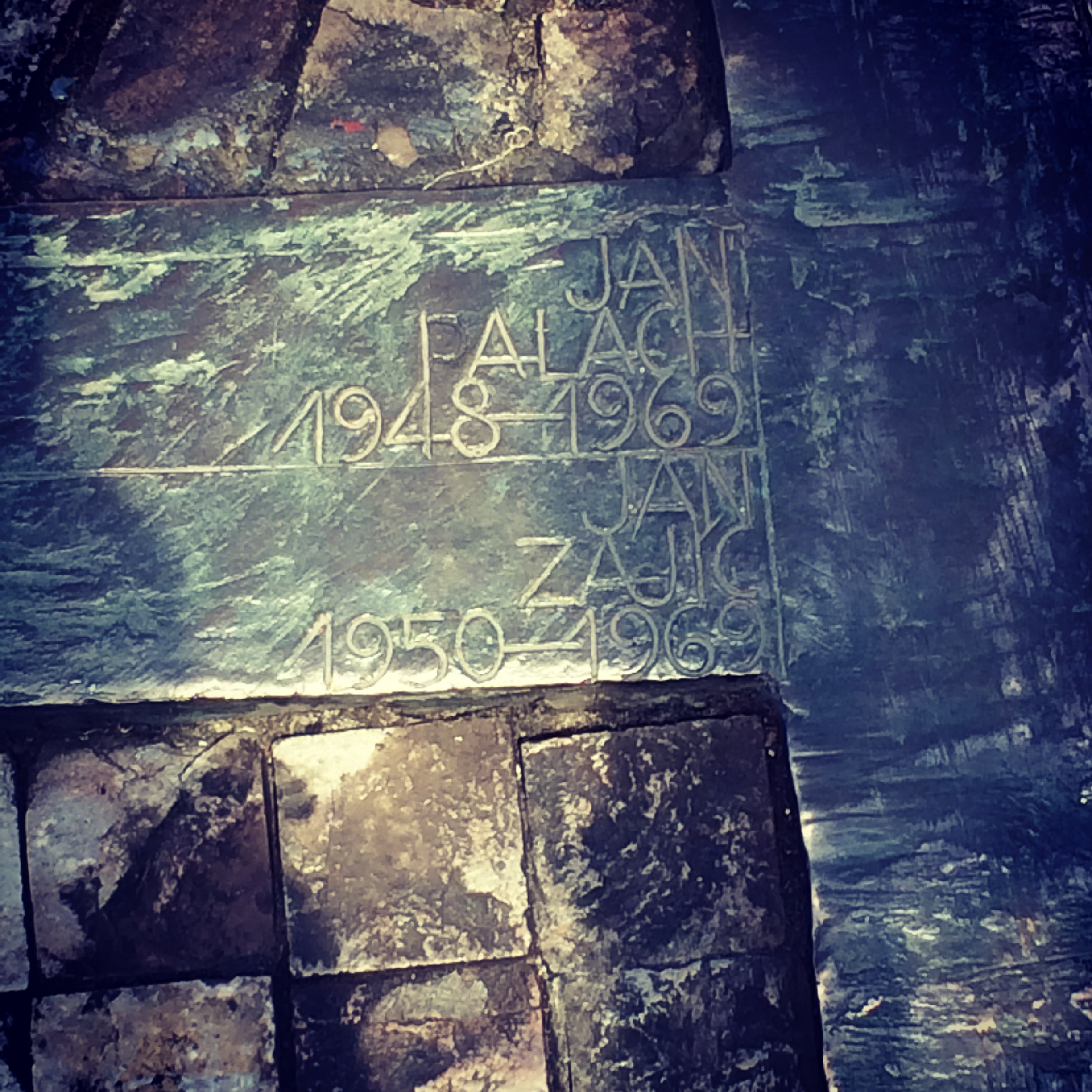
Iscrizione sulla Croce dedicata a Jan Palach e Jan Zajíc in Piazza San Venceslao

Nato il 3 luglio 1950 a Vítkov. Nel 1965 inizia gli studi presso un istituto per ferrovieri a Šumperk, coltivando interessi umanistici; agli inizi del 1969 partecipa agli scioperi della fame e alle commemorazioni degli studenti per il sacrificio di Palach presso la statua di san Venceslao a Praga. Il 25 febbraio 1969, in occasione del 21º anniversario del colpo di Stato comunista, si reca a Praga in compagnia di tre amici, portando con sé alcune lettere e un appello ai cittadini cecoslovacchi. Dopo aver consegnato agli amici le lettere e l'appello ed essersi congedato da loro, acquista del materiale infiammabile e si nasconde nel portone dell'edificio al numero 39 di piazza San Venceslao, dove verso le due del pomeriggio si dà fuoco. La polizia ne vieta l'inumazione a Praga, come aveva desiderato. Le esequie si tengono a Vítkov il 2 marzo.

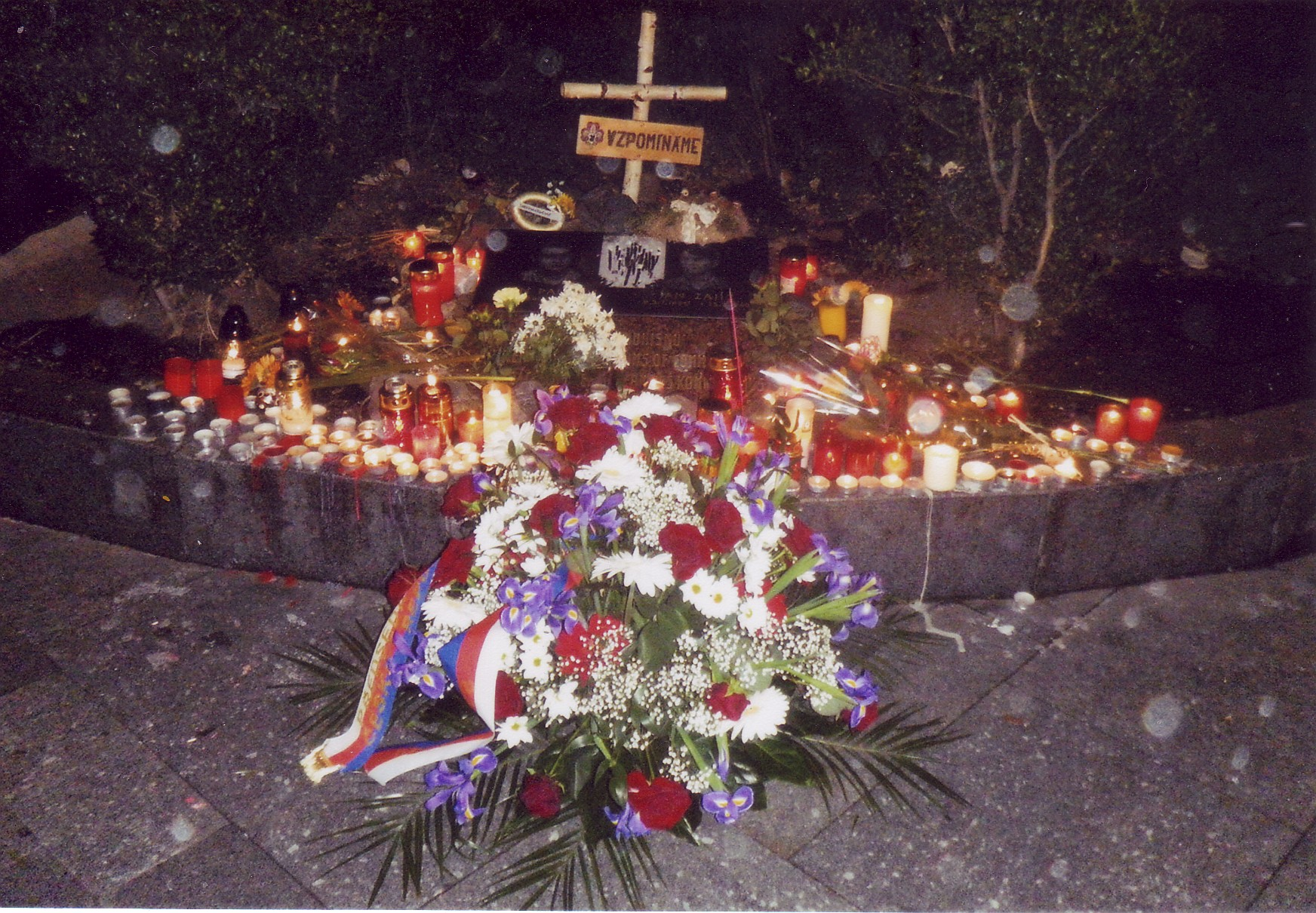
Monumento a Jan Palach e Jan Zajíc in piazza San Venceslao a Praga (novembre 2010)

(Jan Zajíc, Lettera ai familiari, 1969)